# オカメザサ
オカメザサ（阿亀笹、学名: Shibataea kumasaca）は、イネ科オカメザサ属の常緑タケ類。植物学上、成長に伴って稈から鞘が脱落してしまう種であるためササではなくタケに分類される（小型のタケ類）。日本原産で、日本産タケ類では最も小型の種である。

## 特徴
日本原産であるが、自生地は不明で野生種の発見は難しい。各地で栽培されている。かつては中国から渡来したという説もあったが、中国産のものは葉の皮が無毛であるため別種とされ、本種は日本在来種と考えられている。
高さ1 - 2メートル (m) の背の低いタケ類である。見かけが小さいのでササの名を持つが、新芽にある鞘がすぐに剥がれるのはタケの特徴である。地下茎の節間が短いため、稈（かん：タケやササの茎のこと）は密集して出る。その上、葉の幅がやや広いので葉が密集して見える。葉の長さは6 - 10センチメートル (cm) 、幅1.5 - 3.5 cmで、長さ0.5 - 0.7 cmの短い柄がつく。短柄は硬く、小枝のように見える短い葉鞘部につく。葉は淡緑色で、裏にまばらに毛がある。雌雄同株。開花や結実は極めて稀で、開花周期も不明とされる。
地下茎を横に伸ばして繁殖し、稈は地下茎の節からタケノコを出して直立する。
庭園によく植栽される。グランドカバーによく使われる。